# Pejk Malinovski
Pejk Rasmus Nymarsk Malinovski (født 1976) er en dansk digter og radioproducent, uddannet fra Forfatterskolen 1998. 
Pejk Malinovski optræder lejlighedsvis på Forfatterlandsholdet.

## Udgivelser
- Einbildungsroman, Basilisk, 2001 (Poesi)
- Den Store Danske Drømmebog, Basilisk, 2010 (Poesi)
- Digterne, Gyldendal, 2016 (Poesi)

## Oversættelser
- Pere Gimferrer, Maskerade, Husets forlag, 1999 (Digte)
- Kenneth Koch, Et tog kan skjule et andet – og andre digte, Basilisk, 2001 (s.m. René Jean Jensen)
- Anne Carson, Røds selvbiografi, Gyldendal, 2001 (Roman på vers) (s.m. Niels Frank)
- Anne Carson, Vandveje, Basilisk, 2001, (Digte, essays) (s.m. Martin Larsen og Peter Højrup)
- Ola Julén: Orissa, Basilisk, 2001 (Digte) (s.m. René Jean Jensen)
- John Ashbery, Søvnens Landsby, Basilisk, 2002 (Digte) (s.m. Martin Larsen)
- Kenneth Goldsmith, Konceptuel poetik, Basilisk Beta, 2010 (Poetik)
- Frank O'Hara, Til Minde om mine følelser, Basilisk, 2011 (Digte) (s.m. Palle Sigsgaard)

## Priser
Prix Europa 2014, bedste europæiske radiodrama: Everything, Nothing, Harvey Keitel 
In The Dark Sheffield Audio Award 2014 for Everything, Nothing, Harvey Keitel 